# Њу Сквер (Њујорк)
Њу Сквер (енгл. New Square) град је у америчкој савезној држави Њујорк.

## Демографија
По попису из 2010. године број становника је 6.944, што је 2.32 (50,2%) становника више него 2000. године.
| Група             | 2000.         | 2010.         |
| Белци             | 4.465 (96,6%) | 6.870 (98,9%) |
| Афроамериканци    | 76 (1,6%)     | 4 (0,1%)      |
| Азијати           | 41 (0,9%)     | 4 (0,1%)      |
| Хиспаноамериканци | 19 (0,4%)     | 29 (0,4%)     |
| Укупно            | 4.624         | 6.944         |